# Ouro Bawa
Ouro Bawa (auch: Ourobawa) ist ein Dorf in der Landgemeinde Tamou in Niger.

## Geographie
Das von einem traditionellen Ortsvorsteher (chef traditionnel) geleitete Dorf liegt am rechten Ufer des Flusses Niger. Es befindet sich rund 35 Kilometer südöstlich des Hauptorts Tamou der gleichnamigen Landgemeinde, die zum Departement Say in der Region Tillabéri gehört. Zu den Siedlungen in der näheren Umgebung von Ouro Bawa zählen am selben Flussufer Chantier im Nordwesten und Gosso im Südosten sowie am gegenüberliegenden Flussufer Darey Bangou im Nordwesten und Ganda Koira im Osten.
Es herrscht das Klima der Sudanzone vor, mit einer durchschnittlichen jährlichen Niederschlagsmenge zwischen 600 und 700 mm.

## Bevölkerung
Bei der Volkszählung 2012 hatte Ouro Bawa 369 Einwohner, die in 45 Haushalten lebten. Bei der Volkszählung 2001 betrug die Einwohnerzahl 205 in 21 Haushalten und bei der Volkszählung 1988 belief sich die Einwohnerzahl auf 2160 in 290 Haushalten.

## Wirtschaft und Infrastruktur
Es gibt eine Schule im Dorf.